# Wahlen 1955
◄◄ | ◄ | 1951 | 1952 | 1953 | 1954 | Wahlen 1955 | 1956 | 1957 | 1958 | 1959 | ► | ►►

Weitere Ereignisse
Folgende Wahlen fanden im Jahr 1955 statt:

## Afrika
- Südwestafrika Wahlen zur South West African Legislative Assembly 1955 (auf weiße Bevölkerung beschränkt)
- Liberia: Präsidentschaftswahl. William Tubman wird wiedergewählt.

## Amerika
- Brasilien: Präsidentschaftswahl → Juscelino Kubitschek
- Guatemala: Parlamentswahl

## Asien
- Japan: Shūgiin-Wahl 1955
- Indonesien:
  - Wahl zur Verfassunggebenden Versammlung
  - Parlamentswahl
- Israel: Wahl der Knesset
- Japan: Shūgiin-Wahl 1955
- Kambodscha: Parlamentswahl
- Malaysia: Wahl des 'Federal Legislative Council'
- Philippinen: Wahl des Senats
- Singapur: Wahl der gesetzgebenden Versammlung
- Vietnam: Abstimmung über die Staatsform (Monarchie oder Republik) am 23. Oktober. Drei Tage später rief Ngo Dinh Diem die Republik Südvietnam aus und erklärte sich zum Präsidenten.

## Australien
- Australien: Parlamentswahlen am 10. Dezember (beide Kammern)

## Europa

### Deutschland
- Am 24. April die Landtagswahl in Niedersachsen 1955
- Am 15. Mai die Landtagswahl in Rheinland-Pfalz 1955
- Am 9. Oktober die Wahl zur Bürgerschaftswahl in Bremen 1955

### Saarland (autonomes Gebiet)
- Saarland: Volksabstimmung zur Zukunft des Landes
- Landtagswahl im Saarland

### Österreich
- Gemeinderatswahl in St. Pölten
- Landtagswahl in Oberösterreich

### Übriges Europa
- Großbritannien: Unterhauswahl. Danach tritt Clement Attlee als Labour-Vorsitzender zurück; Hugh Gaitskell wird zu seinem Nachfolger gewählt
- Malta: Wahl zum Repräsentantenhaus,

siehe auch Liste der Parlamentsabgeordneten von Malta (1955–1962)
- Norwegen: Kommunalwahlen
- San Marino: Wahl des Consiglio Grande e Generale
- Schweden: Referendum zum Linksverkehr in Schweden am 16. Oktober
- Schweiz: Bundesratswahl 1955